# Мультимедиа-арт-музей
«Мультимедиа Арт Музей» (или «Мультимедиа Арт Музей, Москва»; МАММ) — московский художественный музей, появившийся в 1996 году. По итогам 2021 года стал третьим по посещаемости художественным музеем в мире. Открылся после продолжительной реставрации в апреле 2024 года.

## Выставочная деятельность
МАММ организовал и принимал готовые проекты более 1500 выставок российской и зарубежной фотографии в Москве, регионах России, странах зарубежья, среди которых выставки мастеров российской и западной фотографии: Нобуёси Араки, Дмитрия Бальтерманца, Брассаи, Нан Голдин, Анатолия Егорова, Анри Картье-Брессона, Анни Лейбовиц, Хельмута Ньютона, Макса Пенсона, Георгия Петрусова, Александра Родченко, Всеволода Тарасевича, Юрия Ерёмина и многих других.
В 2013 году в стенах музея гастролировала выставка «Утопия и реальность? Эль Лисицкий, Илья и Эмилия Кабаковы», первоначально созданная в нидерландском музее ван Аббе в 2012 году. В 2015 году МАММ стал площадкой для единственной российской ретроспективы Джозефа Кошута «Amneziya». Тогда на двух этажах музея можно было увидеть 25 неоновых работ концептуалиста, включая «Пять пятёрок» 1965 года, которая считается одной из первых скульптур из неоновых трубок в творчестве художника.
Когда в МАММ показывалась личная коллекция Дэмиена Хёрста (2013), в экспозиции можно было увидеть знаменитую скульптуру Джеффа Кунса «Три мяча 50/50 Бак», работы Трейси Эмин, Сары Лукас, Брюса Наумана, Ричарда Принса, Хаима Стейнбаха, Джима Лэмби, Френсиса Бэкона, Ричарда Гамильтона, Рэйчел Уайтрид и Бэнкси.
В 2018 году в залах МАММ демонстрировалась коллекция Музея Людвига при Русском музее; зрители могли увидеть совместную работу Жана-Мишеля Баскии и Энди Уорхола, скульптуру или объекты Класа Олденбурга, живопись Сая Твомбли, Ансельма Кифера, Георга Базелица, Герхарда Рихтера, Клода Виалы (фр.), Роберта Раушенберга, Роя Лихтенштейна и Джаспера Джонса, инсталляцию-комнату Ильи Кабакова «Сад».
В начале 2020-х годов музей отдает предпочтение экспонированию работ современных российских художников.
В 2022—2024 гг. музей был закрыт на ремонт.
13 апреля 2024 г. музей вновь открылся после ремонта. Первым выставочным проектом для обновленного музея стала экспозиция «Коллекция Фонда Still Art. Шедевры мировой фотографии моды».

### Фотобиеннале и «Мода и стиль в фотографии»
Раз в два года (по чётным годам) MAMM проводит месяцы фотографии в Москве — «Фотобиеннале». До появления Московской биеннале и Московской биеннале молодого искусства Фотобиеннале являлась самым известным фестивалем современного искусства в Москве. По нечётным годам в то же самое время проходит другая биеннале — фестиваль «Мода и стиль в фотографии».

### Выставки
Известные выставки:
- 2001 — Виктор Ахломов
- 2001 — Борис Савельев
- 2001 — Александр Слюсарев
- 2001 — Эжен Атже
- 2002 — Марк Марков-Гринберг
- 2002 — Карл Де Кейзер
- 2002 — Дмитрий Бальтерманц
- 2002 — Робер Дуано
- 2002 — Нобуеси Араки
- 2002 — Джоэл Мейеровиц
- 2003 — Франтишек Дртикол
- 2004 — Илья Кабаков
- 2008 — Мартин Мункачи
- 2008 — Борис Михайлов
- 2008 — Георгий Пинхасов
- 2009 — Эрвин Олаф
- 2009 — Мартин Парр
- 2009 — Георгий Петрусов
- 2010 — Флюксус
- 2010 — Эллиотт Эрвитт
- 2010 — Анри Картье-Брессон
- 2010 — Питер Линдберг
- 2011 — Стенли Кубрик
- 2012 — Василий Кандинский
- 2012 — Роберт Франк
- 2012 — Брассай
- 2012 — Мирослав Тихий[22].
- 2012 — Уиджи
- 2012 — Вим Вендерс
- 2013 — Всеволод Тарасевич
- 2013 — Игорь Шелковский
- 2014 — Марк Рибу
- 2014 — Аркадий Шайхет
- 2015 — Роберт Капа
- 2016 — Сергей Эйзенштейн
- 2016 — Александр Родченко
- 2016 — Антонио Бандерас
- 2017 — Михаил Пришвин
- 2017 — Марио Джакомелли
- 2017 — Жанлу Сьефф
- 2017 — Константин Бранкузи
- 2017 — Марк Невилл
- 2017 — Евгений Халдей
- и другие[уточнить]

### Коллекция
Фонды музея на сегодняшний день насчитывают более 80 тысяч оригинальных отпечатков и негативов. В коллекции MAMM находятся работы известных русских фотографов — Александра Гринберга, Макса Пенсона, Юрия Ерёмина, Ивана Шагина, Анатолия Егорова, Дмитрия Бальтерманца, Вадима Гущина, Франсиско Инфанте, Евгения Миронова, Евгения Антуфьева и других.

## Школа фотографии и мультимедиа имени Родченко
В 2006 году открылась Московская школа фотографии и мультимедиа имени Родченко, которая стала вторым российским образовательным учреждением после ИПСИ, целенаправленно выпускающим современных художников.

## Проект «История России в фотографиях»
Летом 2016 года «Мультимедиа Арт Музей» запустил сайт «История России в фотографиях» — некоммерческий проект, объединяющий музейные и частные фотографии и фотоколлекции, созданные в России с 1860 по 1999 годы.
Онлайн-архив вмещает более 100 тысяч профессиональных и любительских снимков и 100 виртуальных выставок. Любой желающий может прислать на сайт фотографию из своей коллекции или семейного архива или же создать из имеющихся на сайте снимков выставку. Проект позволяет изучить конкретную эпоху, узнать, как менялись во времени быт, мода, архитектура.
Издательский проект под руководством Ольги Свибловой «История России в фотографиях»:
- «Россия. XX век в фотографиях: 1900—1917»
- «Россия. XX век в фотографиях: 1918—1940»
- «Россия. XX век в фотографиях: 1941—1964»
- «Россия. XX век в фотографиях: 1965—1985»

## Конкурс «Серебряная камера»
С 2001 по 2013 год «Мультимедиа Арт Музей» проводил регулярный ежегодный конкурс на лучший фоторепортаж о Москве «Серебряная камера».
Конкурс «Серебряная камера» проводился по трём номинациям:
- «Архитектура»,
- «События и повседневная жизнь»,
- «Лица».